# Afelop
Els afelops (Aphelops) són un gènere extint de mamífers perissodàctils de la família dels rinoceronts (Rhinocerotidae) que visqueren a Nord-amèrica entre el Miocè inferior i el Plistocè mitjà. Se n'han trobat fòssils en nombrosos estats dels Estats Units. Es calcula que l'espècie més grossa, A. mutilus, pesava entre 764 i 1.762 kg, cosa que en fa el major rinoceront que hagi existit mai a Nord-amèrica.